# Eiphosoma aztecum
Eiphosoma aztecum là một loài tò vò trong họ Ichneumonidae.